# Joseph Bobst
Joseph Bobst, né en 1862 et mort en 1935, est un industriel et imprimeur vaudois.

## Biographie
Venu à Lausanne en 1883 pour y apprendre le français, Joseph Bobst, conducteur typographe soleurois travaille dans l'imprimerie Allenspach tout en décidant de vendre à côté de petites fournitures d'imprimerie. 
Le 10 janvier 1893, Joseph Bobst se met officiellement à son compte en tant que représentant pour les arts graphiques. Au fil des mois le voyageur de commerce devient constructeur de petites machines pour l'imprimerie. En 1908, il ouvre un atelier de réparation et fabrique dès 1912 des machines pour l'industrie graphique. En association avec ses fils Otto et Henri, il crée en 1918 la société anonyme J. Bobst & Fils SA, qu'il dirige, au travers de nombreuses difficultés, jusqu'à sa mort.

## Sources
- « Joseph Bobst », sur la base de données des personnalités vaudoises sur la plateforme « Patrinum » de la Bibliothèque cantonale et universitaire de Lausanne.
- sites et références mentionnés
- Laurent Tissot, « Joseph Bobst » dans le Dictionnaire historique de la Suisse en ligne.
- Bobst: 1890-1990, 1990
- Bobst Group - Le Groupe - Historique - Historique du Groupe
- Bilan > Comment le groupe Bobst emballe le marche, Jean-Raphael Fontannaz, Bilan, 2000/05/01